# Jon arsoniowy
Jon arsoniowy (AsH4+) – kation powstający przez przyłączenie jonu wodorowego do cząsteczki arsenowodoru. Jego cząsteczka ma kształt tetraedru. Tworzy sole arsoniowe.
Powstaje m.in. w wyniku reakcji arsenowodoru z kwasem bromowodorowym:
AsH
3 + HBr → AsH+
4Br−